# Veksø Sogn
Veksø Sogn er et sogn i Frederikssund Provsti (Helsingør Stift).
I 1800-tallet var Veksø Sogn anneks til Stenløse Sogn. Begge sogne hørte til Ølstykke Herred i Frederiksborg Amt. Stenløse-Veksø sognekommune blev ved kommunalreformen i 1970 indlemmet i Stenløse Kommune, der ved strukturreformen i 2007 indgik i Egedal Kommune.
I Veksø Sogn ligger Veksø Kirke. 
I sognet findes følgende autoriserede stednavne:
- Veksø (bebyggelse, ejerlav)